# Batang Quiapo
|  | Maskinoversættelse og/eller tvivlsomt indhold Denne sides indhold bærer præg af at være en maskinoversættelse og/eller meget dårligt og uklart formuleret. Det vurderes at sproget er så dårligt og eventuelt forkert eller til at misforstå, at det bør omskrives eller oversættes på ny. Du kan hjælpe med at oversætte til korrekt dansk i denne og lignende artikler. Hvis dette ikke sker inden for kort tid, kan en sletning komme på tale. Se evt. denne sides diskussionsside eller i artikelhistorikken. |

Batang Quiapo er en filippinsk tv-serie fra 2023. Hovedrollerne spilles af henholdsvis Coco Martin (Hesus Nazareno "Tanggol" A. Dimaguiba / Hesus Nazareno "Tanggol" A. Montenegro) og Lovi Poe (Monica / Monique "Mokang" Dimaculangan).